# Сокото (місто)

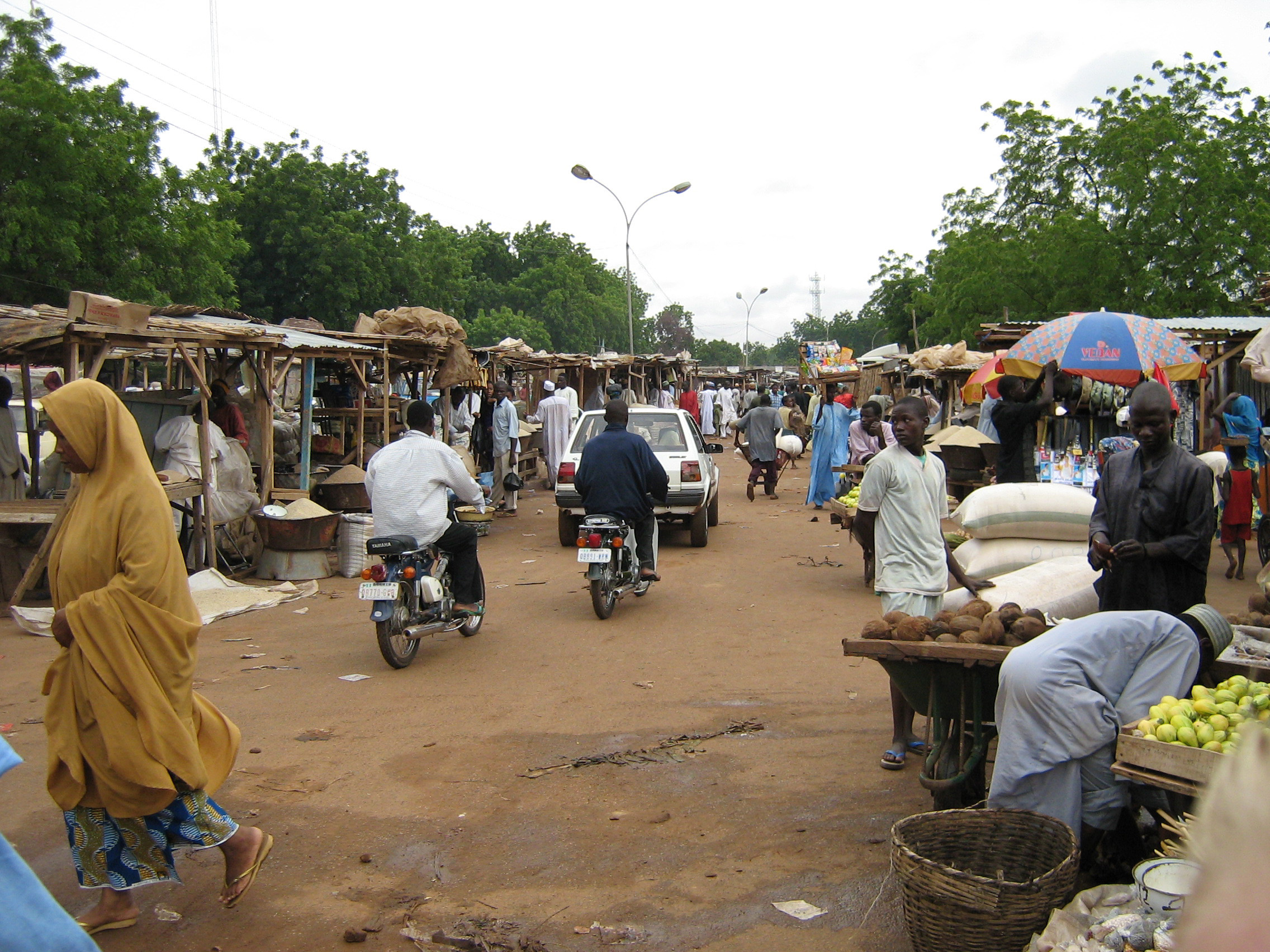
Ринок в Сокото

Соко́то (англ. Sokoto) — місто на північному заході Нігерії, столиця однойменного штату. Місто стоїть на злитті річок Сокото і Ріма в 80 км на південь від кордону Республіки Нігер, на традиційній караванної дорозі, яка веде на північ через Сахару.
Населення — 427 760 осіб (2006).

## Клімат
Рік ділиться на два сезони — сухий і сезон дощів. Сухий сезон починається в жовтні і триває до квітня (а іноді — і до червня). Сезон дощів, в свою чергу, займає проміжок часу з травня по вересень або жовтень.
| Клімат Сокото | Клімат Сокото | Клімат Сокото | Клімат Сокото | Клімат Сокото | Клімат Сокото | Клімат Сокото | Клімат Сокото | Клімат Сокото | Клімат Сокото | Клімат Сокото | Клімат Сокото | Клімат Сокото | Клімат Сокото |
| Показник | Січ.          | Лют.          | Бер.          | Квіт.         | Трав.         | Черв.         | Лип.          | Серп.         | Вер.          | Жовт.         | Лист.         | Груд.         | Рік           |
| Середній максимум, °C                                                                                                   | 33            | 36            | 39            | 41            | 39            | 36            | 33            | 31            | 33            | 37            | 36            | 33            | 35,6          |
| Середня температура, °C                                                                                                 | 23,9          | 26,6          | 30,5          | 32,9          | 32,4          | 30,1          | 27,3          | 26,1          | 26,7          | 28,3          | 26,9          | 24,5          | 28,4          |
| Середній мінімум, °C | 16            | 17            | 22            | 26            | 26            | 24            | 23            | 22            | 22            | 22            | 19            | 16            | 21,3          |
| Норма опадів, мм | 0             | 0             | 1             | 5             | 35            | 98            | 164           | 193           | 96            | 15            | 0             | 0             | 607           |
| --- | ------------- | ------------- | ------------- | ------------- | ------------- | ------------- | ------------- | ------------- | ------------- | ------------- | ------------- | ------------- | ------------- |
| Джерело: http://www.climatedata.eu/climate.php?loc=nixx0018&lang=en, http://www.levoyageur.net/weather-city-SOKOTO.html |               |               |               |               |               |               |               |               |               |               |               |               |               |

## Історія
Сокото був заснований в 1804 році як військова ставка Шейха Османа дан Фодіо, який очолив священну війну (джихад) фульбе проти невірних. У 1809 році місто тимчасово стало столицею держави. У місті знаходиться гробниця султана Османа дан Фодіо, яка зробила місто центром паломництва.
Піку процвітання місто досягло в 1820-х роках, проте потім почало занепадати. У 1903 році Сокото було захоплено британськими військами під керівництвом Фредеріка Лугарда.

## Сучасність
Сучасне Сокото є великим торговим центром, яке спеціалізується на шкіряному виробництві (значна частина шкіряних виробів йде на експорт). Цементний завод, розташований біля міста, використовує місцевий вапняк, запаси якого в штаті значні. В околицях міста вирощуються різні сільськогосподарські культури: ямс, арахіс і маніок.
У 1975 році в Сокото був заснований університет Усмана дан Фодіо. У місті є аеропорт.